# Coloso de Nerón

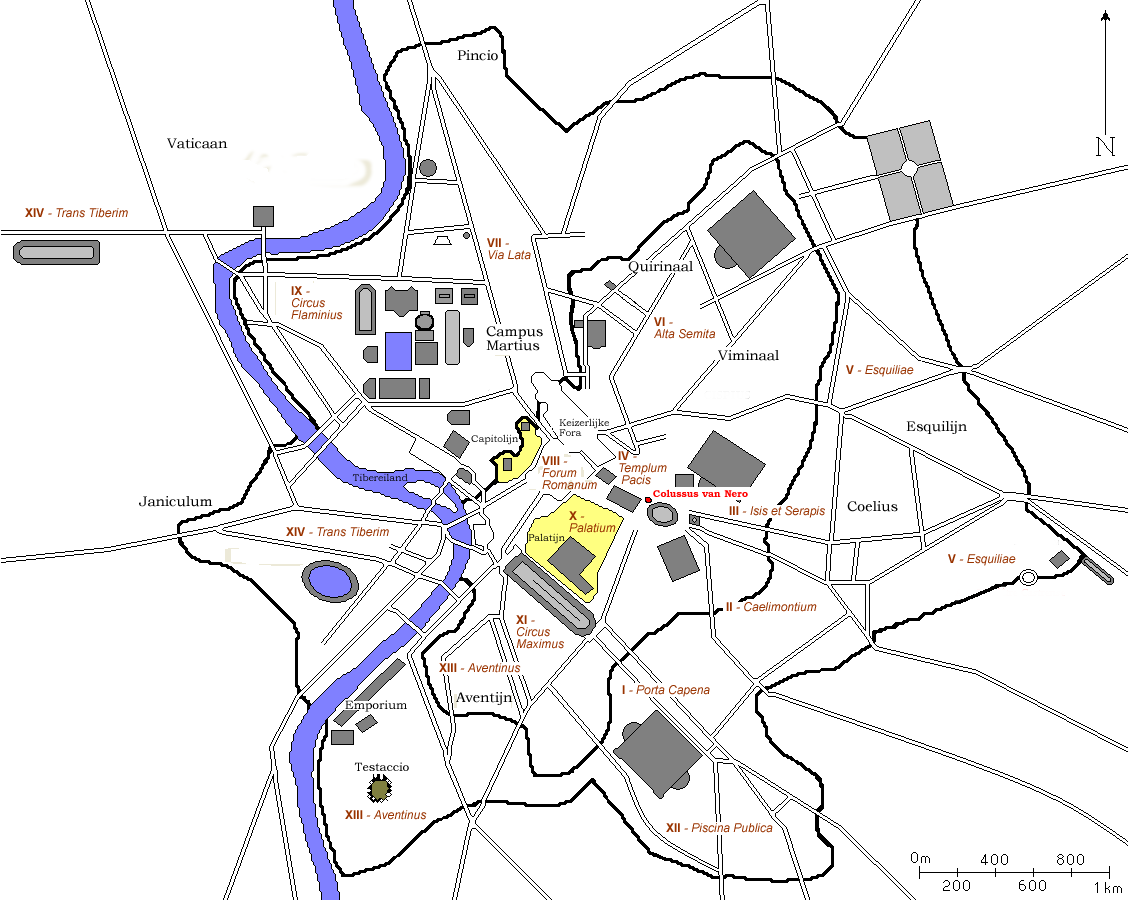
Localización del Coloso (en rojo en el centro) en un mapa de Roma.

El Coloso de Nerón (en latín: Colossus Neronis, en italiano: Colosso di Nerone) era una estatua de bronce de 30 metros de altura que el emperador Nerón (37-68 d. C.) creó en el vestíbulo de su Domus Aurea, el complejo de la villa imperial que abarcaba una amplia zona desde el lado norte del monte Palatino, a través de la cresta veliana, hasta la colina del Esquilino en Roma. Los sucesores de Nerón la transformaron en una estatua del dios Sol. Con el tiempo, la estatua se trasladó a un lugar fuera del Anfiteatro Flavio, que (según una de las teorías más populares) pasó a conocerse, por su proximidad al Coloso, como el Coliseo.
La última mención del Coloso se encuentra en un manuscrito iluminado de finales del siglo IV d. C. La estatua desapareció poco después, probablemente derribada por un terremoto o destruida durante el saqueo de Roma de 410, aunque algunas fuentes indican que pudo seguir en pie hasta el siglo VII d. C. En la actualidad, los únicos vestigios de la estatua son algunos bloques de hormigón que formaban los cimientos de su pedestal de mármol.

## Historia
La estatua se colocó originalmente justo delante de la entrada principal de la Domus Aurea, en el extremo de la Vía Apia, en un gran atrio de pórticos que dividía la ciudad de la villa privada. El arquitecto griego Zenodoro diseñó la estatua y comenzó su construcción entre los años 64 y 68 d.C. Según Plinio el Viejo, la estatua alcanzó los 106.5 pies romanos de altura (30.3 metros aproximadamente), aunque otras fuentes afirman que llegó a medir 37 metros. En un principio representaba al emperador Nerón desnudo.
Poco después de la muerte de Nerón, en el año 68 d.C., el emperador Vespasiano le añadió una corona de rayos que simbolizaban al sol y le dio el nombre de Coloso Solis, en honor al dios Sol. Hacia el año 128, el emperador Adriano ordenó el traslado de la estatua desde la Domus Aurea hasta el noroeste del Coliseo, con el fin de crear espacio para el Templo de Venus y Roma. Fue trasladada por el arquitecto Demetriano con la ayuda de 24 elefantes. El Coloso fue situado sobre un pedestal de mampostería recubierto de mármol. El emperador Cómodo la convirtió en una estatua de sí mismo como Hércules sustituyendo la cabeza, pero tras su muerte fue restaurada a su forma anterior, y así permaneció.

## Posteridad del coloso
La última mención segura de la estatua en la Antigüedad es la referencia en el Cronógrafo del 354. Posiblemente fue destruido durante el saqueo de Roma de 410, o derribado en una serie de terremotos en el siglo V, y su metal fundido para reaprovecharlo. Sin embargo, también es posible que la estatua se mantuviera en pie aún en la Alta Edad Media, ya que un poema de Beda el Venerable (c. 672-735) lo menciona. Lo cierto es que hacia el siglo XI los romanos habían transferido su nombre y poderes al anfiteatro próximo, el Coliseo.

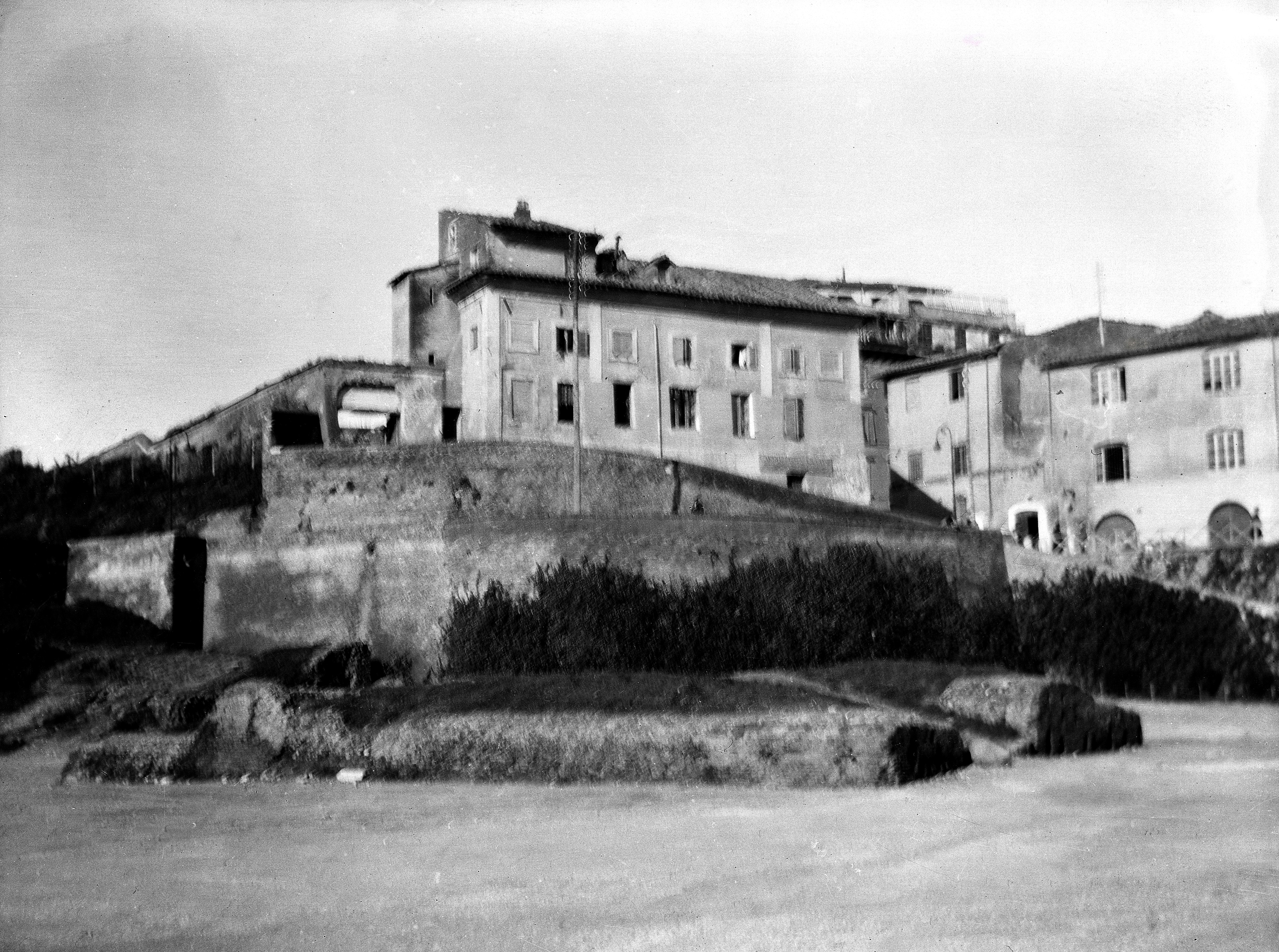
Base del Coloso de Nerón cerca del Coliseo, antes de su remoción.

En la actualidad, no queda nada del Coloso de Nerón, salvo los cimientos del pedestal en su segunda ubicación, cerca del Coliseo. Los restos del pedestal de mampostería con revestimiento de ladrillo, antaño recubierto de mármol, fueron retirados en 1936 por orden de Benito Mussolini. Los cimientos fueron excavados en 1986, y pueden ser vistos por el público.

## Relación con el Coliseo
Según una teoría, el nombre del anfiteatro romano, el Coliseo, deriva de esta estatua.
Beda (c. 672-735) escribió un famoso epigrama celebrando el significado simbólico de la estatua:

Quandiu stabit coliseus, stabit et Roma,

quando cadit coliseus, cadet et Roma,

quando cadet Roma, cadet et mundus.
Mientras el Coloso siga en pie, Roma seguirá en pie;

cuando caiga el Coloso, caerá Roma;

cuando Roma caiga, el mundo caerá.

A menudo se traduce erróneamente para referirse al Coliseo y no al Coloso (como, por ejemplo, en Las peregrinaciones de Childe Harold de Lord Byron). Sin embargo, en la época en que escribió Beda, el sustantivo masculino coliseus se aplicaba a la estatua y no a lo que aún se conocía como el anfiteatro Flavio.